# آسمان صورتی است
آسمان صورتی است (به انگلیسی: The Sky Is Pink) فیلمی محصول سال ۲۰۱۹ و به کارگردانی سونال بوس است. در این فیلم بازیگرانی همچون پریانکا چوپرا، فرهان اختر، زایرا واسیم، راجشری دشپانده و روحیت صراف ایفای نقش کرده‌اند.